# 翁贝托·博尔索

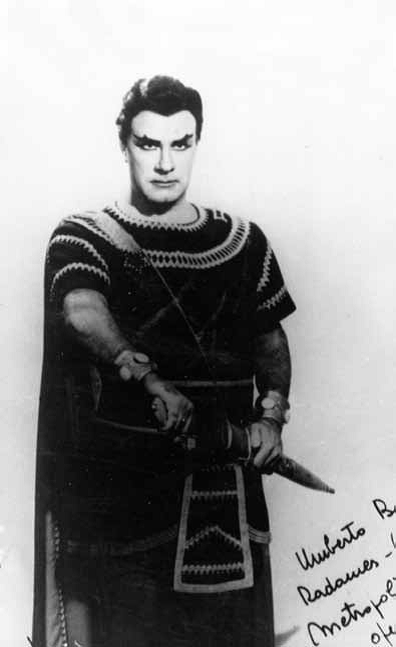
翁贝托·博尔索

翁贝托·博尔索（義大利語：Umberto Borsò，1923年4月3日—2018年11月26日），出生于拉斯佩齐亚，意大利歌剧男高音。2018年11月26日逝世于罗马。